# Ермолов, Алексей Сергеевич
Алексе́й Серге́евич Ермо́лов (12 [24] ноября 1847, Тифлис — 4 [17] января 1917, Петроград) — государственный деятель Российской империи, статс-секретарь (с 1903), член Государственного совета (с 1905), министр земледелия и государственных имуществ (1894—1905), действительный тайный советник (1896), почётный член Петербургской Академии наук (1899), член-корреспондент Парижской Академии наук (1902).

## Биография
Родился в Тифлисе 12 (24) ноября 1847 года. Сын Сергея Николаевича Ермолова (1798—1856) и Марии Григорьевны, урождённой Гежелинской (1825—1905), внучки князя В. М. Яшвиля. Его младший брат — военный разведчик, генерал-лейтенант, Николай Сергеевич Ермолов,
Дочери: 
- Наталья Алексеевна (1880—1956)
- Мария Алексеевна (1888—после 1922[1]; в замуж. Людсканова-Цанкова) — фрейлины российского императорского двора. Мария Алексеевна — член Совета Императорского Российского Пожарного Общества, председатель Ряжского Добровольного Пожарного Общества, первая женщина-пожарный России; в 1911 году М.А.Ермолова издала брошюру «Добровольная пожарно-спасательная служба»[2]. Ее муж — Константин Александрович Людсканов-Цанков (1886—1937, Болгария)[3], сын Александра Людсканова (1855–1922), болгарского политического деятеля, участника движения за славянскую солидарность и внук Драгана Цанкова (1828–1911).
- Ольга Алексеевна (1893/4—1972, США), в замуж. Воронович.

По окончании курса в Императорском Александровском лицее поступил на службу в департамент сельского хозяйства (позже департамент земледелия и сельской промышленности) Министерства государственных имуществ и в то же время изучал в течение трёх лет сельскохозяйственные науки в Санкт-Петербургском земледельческом институте, где выдержал экзамен на степень кандидата сельского хозяйства.
Назначенный старшим редактором статистического отдела департамента и членом учёного комитета Министерства, Ермолов руководил экспедицией для исследования овцеводства в России, результаты работ которой изданы впоследствии под его же редакцией.
В 1883 году Ермолов был назначен директором департамента неокладных сборов Министерства финансов. В этой должности Ермолов особенно заботился о восстановлении тесной связи между винокурением, как сельскохозяйственным техническим производством, и земледелием, что и было осуществлено законом 1890 года о мерах к поддержанию сельскохозяйственного винокурения.
В 1892 году последовало назначение Ермолова товарищем министра финансов, а 28 марта 1893 года — управляющим Министерством государственных имуществ, причём на него было возложено преобразование этого министерства в Министерство земледелия, что было им в дальнейшем успешно совершено. Как считает историк И. И. Воронов, «А. С. Ермолов оказался наиболее компетентным и, вероятно, наименее влиятельным министром за всю историю существования Министерства земледелия». Возглавлял Министерство государственных имуществ до его преобразования в 1905 году.
Ермолов много заботился о выяснении нужд сельскохозяйственного образования и кустарной промышленности, об улучшении казённых минеральных вод, о культивировании казённых участков на черноморском берегу Кавказа. В 1886—1888 годах состоял вице-президентом Императорского Вольного экономического общества, в «Трудах» которого, а также в журнале «Сельское хозяйство и лесоводство» и в «Земледельческой газете» он поместил немало специальных статей.
В 1902 г. назначен председателем комитета по оживлению Черноморского побережья. Являлся председателем Центрального Комитета по оказанию врачебно-продовольственной помощи населению, пострадавшему от неурожая в 1906—1907 гг. В 1908 г. был представителем Российского правительства в международном сельскохозяйственном институте в Риме. Был инициатором образования русско-бельгийской и русско-итальянской торговых палат.
С 1906 г. и до своей смерти являлся попечителем Императорского Александровского лицея.
В своей наиболее известной книге «Организация сельского хозяйства» Ермолов предложил решения проблемы севооборотов в крестьянском хозяйстве. Книга была известна и в Германии, оказала влияние на формирование взглядов Ф. Эребо и других представителей школы Betriebslehre.
Свои сельскохозяйственные познания и опыт Ермолов применил в усадьбе Большая Алешня под Ряжском, купленной им в 1900 году у Ивана Всеволожского. При своём имении он устроил конный завод. Сохранились парные особняки в неоготическом стиле, между которыми устроен въезд наподобие триумфальной арки.

## Ермолов в Сестрорецке
В 1896 году Ермолов поддержал проект строительства Приморско-Сестрорецкой железной дороги, а в 1898 году и курорта в устье реки Сестры с использованием источников минеральной воды. Выделял в безвозмездное пользование участки земли на побережье Финского залива для строительства благотворительных оздоровительных, в том числе детских учреждений.
В Сестрорецке его именем были названы Ермоловский проспект (а также соседний Ермоловский переулок), Ермоловский пансионат, Ермоловская церковь, Ермоловский театр, Ермоловский пляж. Местность вдоль Ермоловского проспекта называлась Ермоловка. Эпохи переименований обошли эти места стороной.

## Награды
Российской империи:
- Орден Святого Станислава 1-й степени (08.04.1884)
- Орден Святой Анны 1-й степени (01.04.1890)
- Орден Святого Владимира 2-й степени (01.01.1894)
- Орден Белого орла (01.01.1900)
- Орден Святого Александра Невского (11.06.1904); бриллиантовые знаки к ордену (01.01.1908)
- Орден Святого Владимира 1-й степени (07.01.1912)

- Медаль «В память царствования императора Александра III» (1896)
- Медаль «В память коронации Императора Николая II» (1896)
- Медаль «За труды по первой всеобщей переписи населения» (20.02.1897)
- Медаль «В память 300-летия царствования дома Романовых» (1913)

- Высочайшее благоволение (1884)
- Высочайшая благодарность (1891, 1902, 1905, 1907, 1914)
- Высочайший рескрипт государыни императрицы Александры Фёдоровны (1902)
- Высочайший рескрипт (1905)
- Большая золотая медаль Учёного комитета министерства государственных имуществ (14.12.1892)

Иностранные:
- Бухарский орден Короны с драгоценными камнями (1894)
- Шведский орден Вазы, большой крест (1897)
- Прусский орден Красного орла 1-й степени (1897)
- Румынский орден Короны, большой крест (1898)
- Болгарский орден Святого Александра 1-й степени (1899)
- Датский орден Данеброг, большой крест (1900)
- Японский орден Восходящего солнца 1-й степени (1900)
- Персидский орден Льва и Солнца 1-й степени с алмазами (1900)
- Бухарский орден Искандер-Салис (1902)
- Французский орден Почётного легиона, большой крест (1902)
- Итальянский орден Святых Маврикия и Лазаря, большой крест (1902)

## Общественная деятельность
- Почётный член Императорского Общества любителей естествознания, антропологии и этнографии Московского университета (15.10.1894)
- Почётный член Императорского Русского географического общества (20.12.1895)
- Иностранный член Французского национального общества земеледелия (08.04.1896)
- Член-корреспондент Главной Физической обсерватории (31.03.1899)
- Почётный член Императорской Академии наук (17.12.1899)
- Член-корреспондент Французской Академии наук по Отделу сельскохозяйственной экономии (1902)
- Почётный член Императорского Юрьевского университета (16.12.1902)
- Почётный гражданин города Пятигорска (29.03.1903)
- Почётный член Харьковского ветеринарного института (28.09.1901)
- Почётный член Русского горного общества (14.10.1902)
- Почётный член Болгарского Книжного Дружества в Софии (01.01.1904)
- Почётный член Московского славянского общества (28.06.1904)

## Почести
- За сочинение «Организация полевого хозяйства» награждён Макариевской премией.
- Почётный член Русского географического общества, в 1912 году возглавил Постоянную природоохранительную комиссию при нём.
- Почётный член Императорской Санкт-Петербургской Академии наук (1899).
- Почётный попечитель Рижской гимназии.
- Почётный гражданин города Пятигорска.

## Сочинения
- Ермолов А. С. Наш земельный вопрос. — СПб.: Тип. В.Киршбаума, 1906. — 291 с.
- Ермолов А. С. Неурожай и народное бедствие. — СПб.: Тип. В.Киршбаума, 1892. — 270 с.
- Ермолов А. С. Наши неурожаи и продовольственный вопрос. — СПб.: Тип. В.Киршбаума, 1909. — Т. в 2-х частях. — С. 598+380. — 270 с.
- «Новые исследования фосфоритов» (1867);
- «О добывании, переработке и употреблении кругляков ископаемой фосфорнокислой извести во Франции» (1870);
- «Фосфориты под Москвой и в Московской губернии» (1870);
- «Очерки побитюжья» (1871);
- «Высшее сельскохозяйственное образование в его отношениях к сельскому делу в России» (1872);
- «Организация теоретических и практических испытаний для решения вопроса об удобрении почв» (1872);
- «Recherches sur les gisements de phosphate de chaux fossile en Russie» (1873);
- «Сельскохозяйственное дело Европы и Америки на Венской всемирной выставке 1873 г. и в эпоху её» (1875);
- «Винокурение из стеблей кукурузы» (1878);
- «Из заграничной поездки» (1878);
- «Notice sur les céréales de la Russie» (1878);
- «Mémoire sur la production agricole de la Russie» (1878);
- «Организация полевого хозяйства» (2-е изд., 1891);
- «Сельскохозяйственно-статистическая литература на всемирной выставке в Париже 1878 г.» (1879);
- Под редакцией Ермолова напечатан перевод сочинения Ж. Вилля: «Химические удобрения» (1872).
- С 1890 г. помещалась им в журнале «Русское Обозрение» сельскохозяйственная хроника; первая серия этих этюдов издана особо, под заглавием: «Современные сельскохозяйственные вопросы» (1891).
- «Народная сельскохозяйственная мудрость в пословицах, поговорках и приметах», тома 1-4, 1901—1905 — о народных сельскохозяйственных представлениях, обычаях и верованиях.

## Память
23 ноября 2012 года в городе Сочи в бывшем Ермоловском парке был открыт памятник.
В честь А. С. Ермолова названы:
- залив Ермолова (Карское море, Новая Земля, залив обследован в 1901—1902 гг. экспедицией художника А. А. Борисова, тогда же было присвоено название заливу)[8];
- остров Ермолова (Карское море, архипелаг Норденшельда, остров нанесён на карту в 1901 г. участниками Русской полярной экспедиции, тогда же было присвоено название острову)[8].